# ジョン・ムガビ
ジョン・ムガビ（John Mugabi、男性、1960年3月4日 - ）は、ウガンダのプロボクサー。カンパラ出身。第24代WBC世界スーパーウェルター級王者。1980年モスクワオリンピックウェルター級銀メダリスト。

## 来歴

### アマチュア時代
1980年モスクワオリンピックにウェルター級で出場したムガビは1回戦でアフリカ勢同士の対決になったが初回KO勝ちを収めると、2回戦もアフリカ勢同士対決になったが初戦に続き初回KO勝ちを収める。準々決勝では3試合連続初回KO勝ちを収めるも準決勝で、1976年モントリオールオリンピックで銅メダルを獲得したカジミェシュ・セサルバを3-2の判定勝ちを収め決勝にコマを進めたが、決勝で前回のモントリオールオリンピックでシュガー・レイ・レナードに敗れ優勝を逃したアンドレス・アルダマに1-4の判定で敗れはしたが銀メダルを獲得した。
オリンピック後にプロに転向した。

### プロ時代
1980年12月5日、ムガビはプロデビューを果たし初回TKO勝ちを収め白星でデビューを飾った。
1981年11月16日、ダウィン・ブリュースターと対戦し6回1分40秒KO勝ちを収めた。
1982年5月2日、カーティス・ラムゼイと対戦し初回2分58秒KO勝ちを収めた。
1982年10月23日、ドウ・デミングスと対戦し5回TKO勝ちを収めた。
1983年5月15日、ルーズベルト・グリーンと対戦し初回TKO勝ちを収めた。
1983年7月3日、ギャビー・ギーデンと対戦し3回1分35秒TKO勝ちを収めた。
1983年10月8日、元WBA世界スーパーウェルター級王者エディ・ガソと対戦し4回2分37秒TKO勝ちを収めた。
1983年11月12日、カーティス・パーカーと対戦し初回2分59秒KO勝ちを収めた。
1984年2月19日、ジェームス・グリーンと対戦し10回1分29秒TKO勝ちを収めた。
1984年5月27日、ウィルベルト・ジョンソンと対戦し2回45秒KO勝ちを収めた。
1984年8月5日、フランク・フレッチャーと対戦し4回2分3秒TKO勝ちを収めた。
1984年9月25日、ウェンブリー・アリーナでニーノ・ゴンサレスと対戦し初回KO勝ちを収めた。
1985年3月17日、エアール・ハングローブと対戦し初回1分33秒KO勝ちを収めた。
1985年8月6日、ビリー・ブラッドリーと対戦し4回終了時棄権によるTKO勝ちを収めた。
1986年3月10日、WBA・WBC・IBF世界ミドル級王者マービン・ハグラーと対戦し初黒星となる11回1分29秒KO負けを喫し王座獲得に失敗した。
1986年12月5日、トーマス・ハーンズの返上に伴い空位となったWBC世界スーパーウェルター級王座決定戦としてデュアン・トーマスと対戦し3回56秒TKO負けを喫しまたしても王座獲得に失敗した。
1988年1月22日、1年1ヶ月ぶりの復帰戦としてブライアン・グラントと対戦し2回2分51秒TKO勝ちを収めた。
1988年5月5日、クノックス・ブラウンと対戦し3回1分4秒TKO勝ちを収めた。
1988年7月7日、ケニー・スノーと対戦し4回2分59秒TKO勝ちを収めた。
1988年9月27日、マイク・サチェッティーと対戦し3回TKO勝ちを収めた。
1989年2月4日、フランシスコ・カルバロと対戦し2回1分30秒TKO勝ちを収めた。
1989年2月23日、ケネース・スタイルズと対戦し初回TKO勝ちを収めた。
1989年7月8日、WBC世界スーパーウェルター級王者ルネ・ジャコーと対戦し初回2分53秒TKO勝ちを収め3度目の挑戦で念願の王座獲得に成功した。
1990年1月10日、カルロス・アンツネスと対戦し初回2分44秒TKO勝ちを収めた。
1990年3月31日、テリー・ノリスと対戦し初回2分47秒TKO負けを喫し初防衛に失敗し王座から陥落した。
1991年11月20日、ロンドンのロイヤル・アルベルト・ホールでWBO世界ミドル級王座決定戦としてジェラルド・マクレランと対戦し初回2分2秒TKO負けを喫し2階級制覇に失敗した。試合後1度目の引退を表明した。
1996年12月16日、5年1ヶ月ぶりに現役復帰。ピーター・キンセーラーと対戦し10回判定勝ちを収めた。
1997年2月20日、アンブローズ・ミルロと対戦し10回1分44秒TKO勝ちを収めた。
1997年6月19日、ジェイミー・ワランスとオーストラリアスーパーミドル級王座決定戦を行い12回3-0(2者が116-112、117-110)の判定勝ちを収め王座獲得に成功した。
1997年12月18日、パウル・スマールマンと対戦するも引き分けに終わった。
1998年1月13日、1度目の引退表明後初のアメリカでの試合。コネチカット州レッドヤードのフォックスウッズ・リゾート・カジノでウィリアム・ボー・ジェームスと対戦し10回0-3(92-98、2者が93-97)の判定負けを喫した。
1998年7月19日、PABAライトヘビー級王者アンソニー・ビゲニと対戦し8回TKO負けを喫し王座獲得に失敗した。
1999年1月16日、シドニーのアレクサンドリア・バスケット・スタジアムでオーストラリア並びにIBFパンパシフィックライトヘビー級王者グレン・ケリーと対戦し8回TKO負けを喫した試合を最後に、現役を引退した。

## 獲得タイトル
- 第24代WBC世界スーパーウェルター級王座（防衛0）
- オーストラリアミドル級王座